# Aer Lingus Regional
Aer Lingus Regional — бренд Aer Lingus, який використовується для регіональних рейсів, які виконує ірландська авіакомпанія Stobart Air від імені Aer Lingus. Aer Lingus Regional здійснює регулярні пасажирські послуги в основному з Ірландії до Великої Британії, Франції та на Нормандські острови. Його бази розташовані в аеропортах Корк та Дублін.

## Напрямки
Напрямки Станом на квітень 2020:
| Країна     | Місто             | Аеропорт          | Примітки       | Refs  |
| ---------- | ----------------- | ----------------- | -------------- | ----- |
| Англія     | Блекпул           | Блекпул           | Припинено 2014 | [ 3 ] |
| Англія     | Бірмінгем         | Бірмінгем         |                |       |
| Англія     | Борнмут           | Борнмут           | Припинено      |       |
| Англія     | Бристоль          | Бристоль          |                |       |
| Англія     | Донкастер         | Донкастер/Шеффілд | Припинено      |       |
| Англія     | Тіссайд           | Тіссайд           | Припинено      |       |
| Англія     | Лідс/Бредфорд     | Лідс/Бредфорд     |                |       |
| Англія     | Лондон            | Лондон-Лутон      | Припинено      |       |
| Англія     | Лондон            | Лондон-Саутенд    | Припинено      |       |
| Англія     | Манчестер         | Манчестер         |                |       |
| Англія     | Ньюкасл-апон-Тайн | Ньюкасл           |                | [ 4 ] |
| Англія     | Корнуолл          | Корнуолл          |                |       |
| Англія     | Саутгемптон       | Саутгемптон       | Припинено 2019 | [ 5 ] |
| Франція    | Ла-Рошель         | Ла-Рошель         | Припинено      |       |
| Франція    | Ренн              | Ренн              | Сезонний       |       |
| Ірландія   | Корк              | Корк              | Базовий        |       |
| Ірландія   | Донегол           | Донегол           |                |       |
| Ірландія   | Дублін            | Дублін            | Базовий        |       |
| Ірландія   | Керрі             | Керрі             |                |       |
| Ірландія   | Шаннон            | Шаннон            |                |       |
| Ірландія   | Вотерфорд         | Вотерфорд         | Припинено 2013 | [ 6 ] |
| Острів Мен | Острів Мен        | Острів Мен        |                |       |
| Джерсі     | Джерсі            | Джерсі            | Сезонний       | [ 7 ] |
| Шотландія  | Абердин           | Абердин           |                |       |
| Шотландія  | Единбург          | Единбург          |                | [ 7 ] |
| Шотландія  | Глазго            | Глазго            |                |       |
| Уельс      | Кардіфф           | Кардіфф           | Припинено      |       |

## Флот

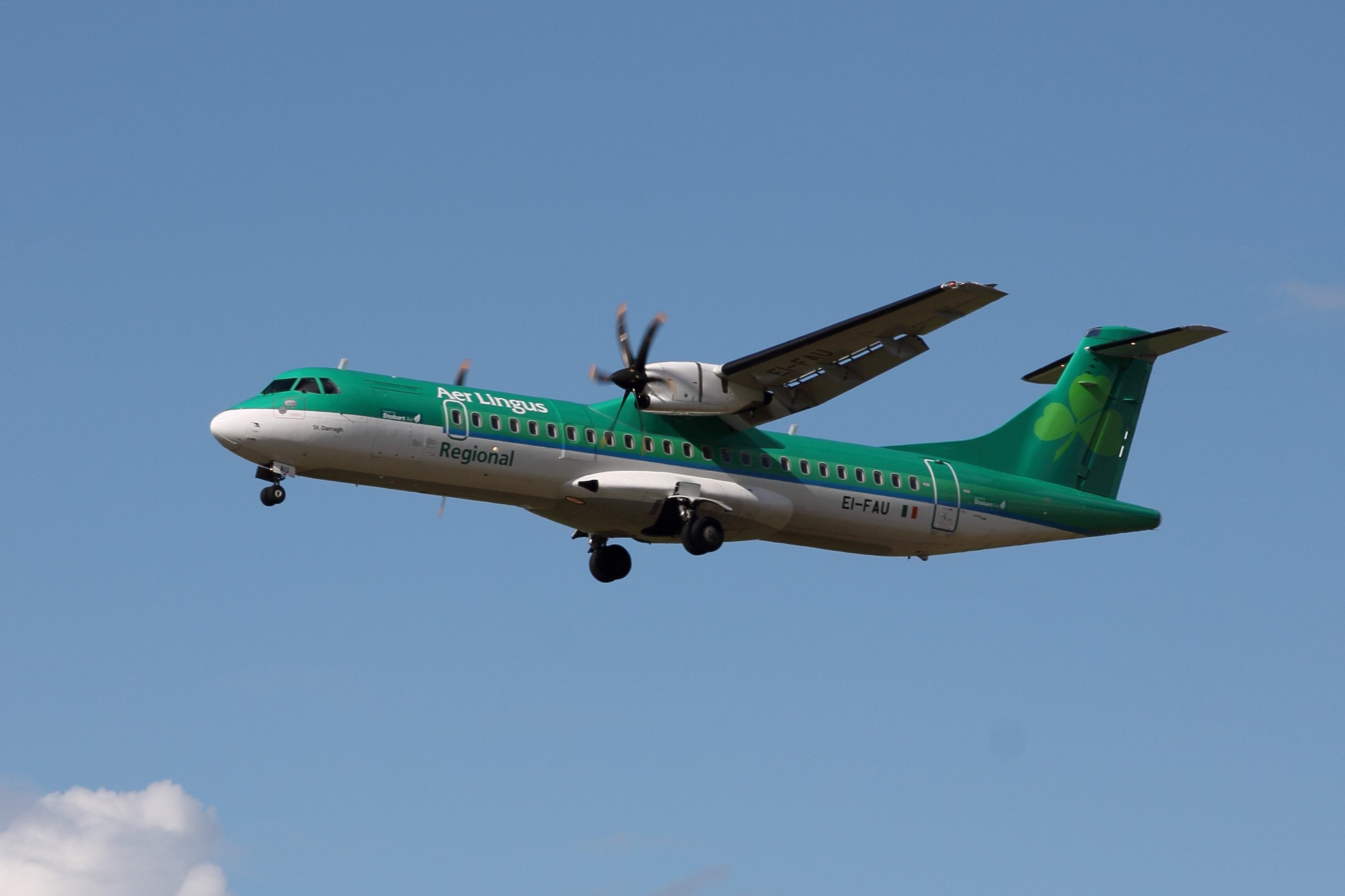
Aer Lingus Regional ATR 72 operated by Stobart Air

Флот Станом на січень 2020:
| Тип        | В дії | Замовлено | Пасажирів | Примітки |
| ---------- | ----- | --------- | --------- | -------- |
| ATR 42-600 | 1     | —         | 48        |          |
| ATR 72-600 | 9     | —         | 72        |          |
| Разом      | 10    | —         |           |          |